# Layoff
Un layoff o downsizing (este último traducido como reducción de personal) es la suspensión temporal o terminación permanente del empleo de un empleado o, más comúnmente, de un grupo de empleados (despido colectivo) por razones comerciales, tales como gestión de personal o reducción de personal (reducir el tamaño de) una organización.
Originalmente, en inglés el layoff se refería exclusivamente a una interrupción temporal del trabajo o empleo, pero esto ha evolucionado hasta una eliminación permanente de un puesto tanto en inglés británico como estadounidense, que requiere la adición de «temporal» para especificar el significado original de la palabra. Un despido no debe confundirse con un despido injustificado. Los trabajadores despedidos o desplazados son trabajadores que han perdido o abandonado su empleo porque su empleador cerró o se mudó, no había trabajo suficiente para ellos o su puesto o turno fue abolido (Borbely, 2011).
La reducción de personal en una empresa se define como la reducción de empleados en la plantilla. La reducción de personal en las empresas se convirtió en una práctica popular en los años 1980 y principios de los 1990, ya que se consideraba una forma de ofrecer un mejor valor para los accionistas, ya que ayudaba a reducir los costos de los empleadores. Las investigaciones sobre la reducción de personal en los Estados Unidos, Reino Unido, [9] y Japón sugieren que la dirección considera la reducción de personal como una de las rutas preferidas para ayudar a las organizaciones en declive, recortando gastos innecesarios. costos y mejorar el desempeño organizacional. Normalmente se produce un despido como medida de reducción de costos. 
Un estudio de 391 anuncios de reducción de personal de las empresas del S&P 100 durante el período 1990-2006 encontró que los anuncios de despidos dieron como resultado un aumento sustancial en los precios de las acciones de las empresas, y que la ganancia era mayor cuando la empresa había tenido despidos previos. Los autores sugirieron que la manipulación del precio de las acciones por sí sola crea una motivación suficiente para que las empresas que cotizan en bolsa adopten la práctica de despidos regulares.

## Terminología
Los eufemismos se utilizan a menudo para «suavizar el golpe» en el proceso de despedir y ser despedido. El término «layoff» originalmente significaba una interrupción temporal del trabajo (y generalmente del pago). El término se convirtió en un eufemismo para la terminación permanente del empleo y ahora generalmente significa eso, requiriendo la adición de «temporal» para referirse al significado original. Se han acuñado muchos otros eufemismos para referirse al despido (permanente) o layoff, incluidos «reducción de personal», «reducción excesiva», «aprovechamiento de sinergias», «redespliegue», «reducción de la fuerza laboral», «optimización de la fuerza laboral», «simplificación», «configuración de la fuerza», «recusión», «gestión de la gente», «acción de recursos», y «reducción de la fuerza» (también llamada «RIF», especialmente en el sector de empleo gubernamental). El Departamento de Trabajo de los Estados Unidos define el «layoff masivo» como 50 o más trabajadores despedidos de la misma empresa aproximadamente al mismo tiempo. El «desgaste» implica que los puestos se eliminarán a medida que los trabajadores renuncien o se jubilen. «Jubilación anticipada» significa que los trabajadores pueden renunciar ahora y seguir teniendo derecho a recibir sus beneficios de jubilación en el futuro.
«Redundancia» es un término legal específico en la legislación laboral del Reino Unido con una definición en la sección 139 de la Ley de Derechos Laborales de 1996: ver Redundancia en la legislación del Reino Unido.
Cuando un empleador se enfrenta a un trabajo de un tipo particular que cesa o disminuye en un lugar determinado, puede percibir como ofuscación. Los despidos implican mala conducta o fracaso, mientras que los despidos implican fuerzas económicas más allá del control del empleador y de los empleados, especialmente ante una recesión.

## Abreviaturas comunes parareducción de fuerza
RIF – Reducción genérica de fuerza, de método indeterminado. A menudo se pronuncia como una palabra (riff) en lugar de deletrearse. A veces se usa como verbo, como en «los empleados estaban bastante riffeados».
eRIF – Aviso de despido por correo electrónico.
IRIF – Reducción de plantilla involuntaria – El/los empleado(s) no optaron voluntariamente por abandonar la empresa. Esto generalmente implica que el método de reducción implicó despidos, despidos o ambos, pero generalmente no implicaría renuncias o jubilaciones. Si el empleado es despedido en lugar de despedido, se puede agregar el término "con causa" para indicar que la separación se debió al desempeño y/o comportamiento de este empleado, en lugar de ser motivado financieramente.
VRIF – Reducción voluntaria de personal – Los empleados desempeñaron un papel en la decisión de abandonar la empresa, muy probablemente mediante renuncia o jubilación. En algunos casos, una empresa puede ejercer presión sobre un empleado para que tome esta decisión, tal vez dando a entender que, de lo contrario, un despido o despido sería inminente, u ofreciendo un paquete atractivo de indemnización o jubilación anticipada. Por el contrario, la empresa no está obligada a aceptar la decisión de un empleado y no puede aceptar a todos los empleados que se ofrezcan como voluntarios para un VRIF.
WFR – Reducción de la fuerza laboral.

## En el sector público
Después de la recesión de 2007-2008, el sector público ha experimentado un crecimiento del empleo significativamente menor en comparación con el sector privado, y los despidos se han utilizado para garantizar la sostenibilidad. A medida que el sector público disminuye, la demanda de servicios del sector privado también disminuye. Los despidos en el sector público han puesto limitaciones a la tasa de crecimiento del sector privado, sobrecargando inevitablemente todo el flujo de los mercados.

## Compensacion por desempleo
Los riesgos de ser despedido varían según el lugar de trabajo y el país en el que trabaja una persona. La compensación por desempleo en cualquier país o lugar de trabajo suele tener dos factores principales. El primer factor de la compensación por desempleo depende de la distribución de las prestaciones por desempleo en un lugar de trabajo descrita en un manual del empleado. El segundo factor es el riesgo de que la desigualdad esté condicionada al tipo de régimen político del país en el que trabaja un empleado. El monto de la compensación generalmente dependerá del nivel que ocupe el empleado en la empresa.
Los paquetes también pueden variar si el empleado es despedido o renuncia voluntariamente ante un despido (VRIF). El método de separación puede tener un efecto en la capacidad de un ex empleado de cobrar cualquier forma de compensación por desempleo que esté disponible en su jurisdicción. En muchos estados de los Estados Unidos, los trabajadores despedidos pueden presentar un reclamo de desempleo y recibir una compensación. Dependiendo de las leyes locales o estatales, los trabajadores que se van voluntariamente generalmente no son elegibles para cobrar beneficios de desempleo, al igual que aquellos que son despedidos por mala conducta grave. Además, los despidos debidos al traslado de la producción de una empresa al extranjero pueden dar derecho a mayores beneficios de reentrenamiento. Algunas empresas en los Estados Unidos utilizan beneficios de desempleo suplementarios. Desde que fueron introducidos por primera vez por los sindicatos y el Departamento de Trabajo a principios de la década de 1950, y emitidos por primera vez en una resolución de ingresos del IRS en 1956, los planes SUB-Pay han permitido a los empleadores complementar la recepción de beneficios estatales del seguro de desempleo. para empleados que experimentan un despido involuntario. Al establecer los pagos de indemnización como beneficios SUB-Pago, los pagos no se consideran salarios para fines impositivos FICA, FUTA y SUI, ni para el impuesto FICA para empleados. Para calificar para los beneficios SUB-Pay, el participante debe ser elegible para los beneficios del seguro de desempleo estatal y el beneficio por separación debe pagarse periódicamente. También ha habido una preocupación creciente sobre la eficacia organizacional de la «organización anoréxica» post-reducida. Los beneficios que las organizaciones afirman buscar con la reducción de personal se centran en ahorros en costos laborales, toma de decisiones más rápida, mejor comunicación, reducción del tiempo de desarrollo de productos, mayor participación de los empleados y mayor capacidad de respuesta hacia los clientes (De Meuse et al. 1997, p. 168). Sin embargo, algunos escritores llaman la atención sobre la búsqueda «obsesiva» de reducir el tamaño hasta el punto de morir de hambre, marcado por un recorte excesivo de costos, fallas orgánicas y un miedo patológico extremo a volverse ineficiente. De ahí que «recortar» y «apretarse el cinturón» esté a la orden del día.

## Alrededor del mundo
España posee el Expediente de Regulación Temporal de Empleo.
En la Bélgica francófona, el término Procédure Renault se ha convertido en sinónimo del proceso de consulta que conduce a despidos masivos, debido a un controvertido despido masivo y la legislación resultante a finales de los años 1990.
Cuando un empleado es despedido en Australia, su empleador debe pagarle una indemnización por despido, que también se conoce como indemnización por redundancia. El único caso en el que no es necesario pagar una indemnización por despido es si un empleado es eventual, trabaja para una pequeña empresa o ha trabajado para una empresa durante menos de doce meses. El pago de la indemnización por despido de los empleados depende del tiempo que un empleado ha trabajado para un empleador, lo que excluye las licencias no remuneradas. Si un empleador no puede pagar la indemnización por despido, se supone que debe darle a su empleado, una vez que lo despida, o buscarle otro trabajo que sea adecuado para él. Un empleador puede solicitar una reducción en la cantidad de dinero que tiene que pagar al empleado que ha despedido. Un empleador puede hacer esto solicitando a la Comisión de Trabajo Justo una reducción del pago por despido.
Un layoff también se conoce como retrenchment («reducción») en inglés sudafricano. En el Reino Unido, el despido permanente debido a la eliminación de un puesto suele denominarse redundancy («redundancia»). Ciertos países (como Bélgica, Países Bajos, Portugal, España, Italia, Francia y Alemania), distinguen entre abandonar la empresa por voluntad propia, en cuyo caso la persona no tiene derecho a prestaciones por desempleo, pero puede recibir un pago único y abandonar una empresa como parte de una reducción del tamaño de la fuerza laboral, en cuyo caso la persona tiene derecho a ellos. Un RIF reduce el número de puestos, en lugar de despedir a personas específicas, y suele ir acompañado de una redistribución interna.

## Layoffmasivo
La Ley de Notificación de Ajuste y Reentrenamiento de Trabajadores del Departamento de Trabajo (WARN) requiere que el empleador «proporcione un aviso por escrito con al menos 60 días calendario de anticipación sobre el cierre de una planta y un despido masivo que afecte a 50 o más empleados».
Según los últimos datos, casi 1326 empresas han despedido empleados, lo que supone más de 2 millones de puestos de trabajo perdidos en todo el mundo en 2022.